# 鴨翼鳥屬
鴨翼鳥（學名：Anatalavis）是一種與雁形目有關的史前鳥類，牠們生存於古新世早期至始新世早期的美國新澤西州以及英格蘭。